# Жамбил (Актогайський район)
Жамби́л (каз. Жамбыл) — село у складі Актогайського району Павлодарської області Казахстану. Входить до складу Кожамжарського сільського округу.
Населення — 184 особи (2021; 196 у 2009, 302 у 1999, 390 у 1989).
Національний склад станом на 1989 рік:
- казахи — 100 %.

Станом на 1989 рік село називалось Джамбул.